# Pognant
Pognant (Pugnant in piemontese) è una frazione geografica di San Giorio di Susa a 750 m s.l.m. in Valle di Susa.

## Storia
La Borgata è situata in mezzo ai castagneti dove si coltivano i famosi Marroni di San Giorio di Susa, uno dei 5 ecotipi locali del Marrone della Valle di Susa IGP.
I primi impianti di alberi di castagno risalgono al 1200 con il Castagneretum di Templeris di proprietà dell'Ordine dei Templari e situato tra i comuni di San Giorio di Susa e Villarfocchiardo
Le case in pietra che costituiscono la borgata, sono risalenti al XVII e XVIII secolo.

## Monumenti ed edifici storici

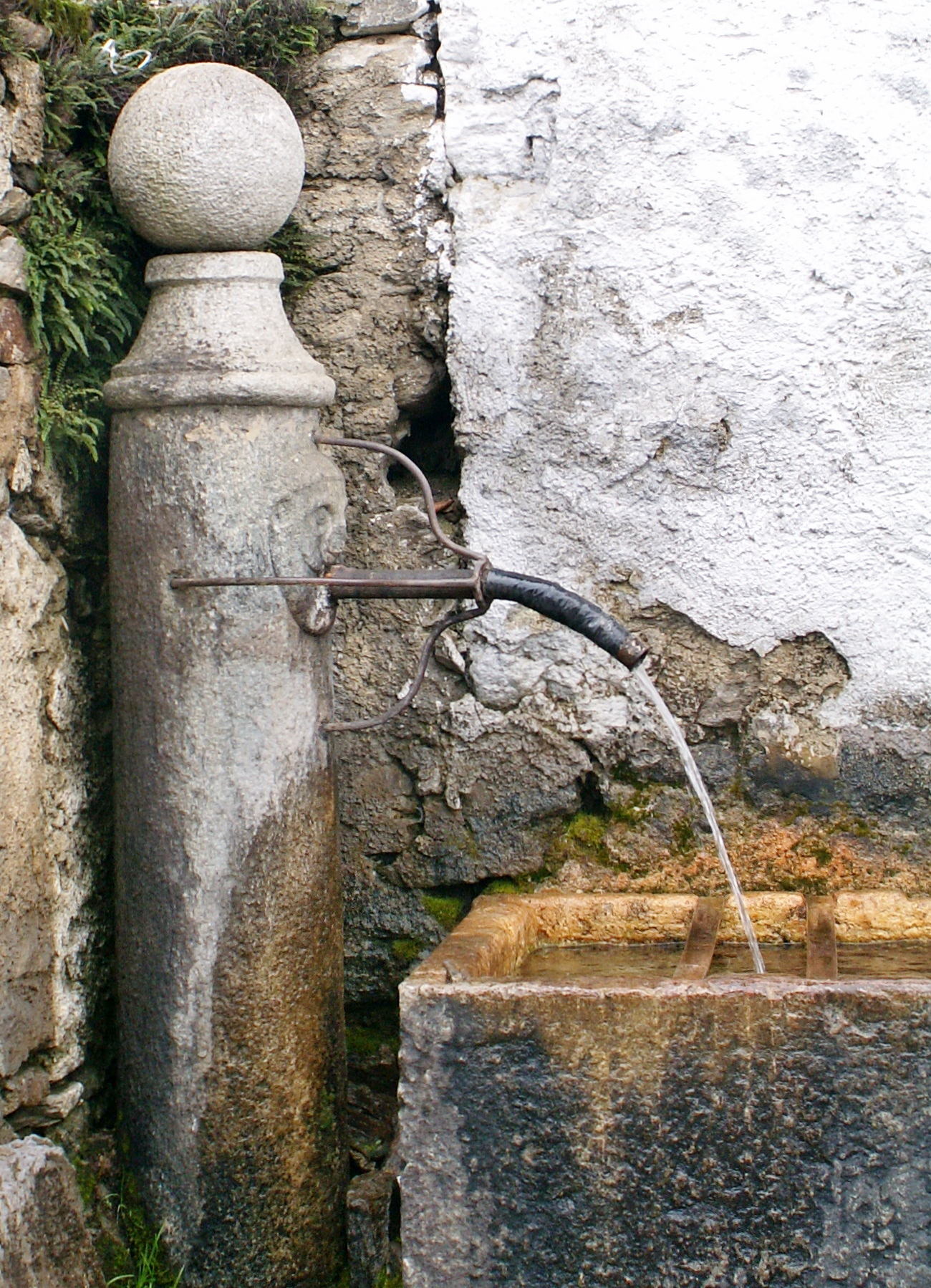
Fontana di Borgata Pognant

- Cappella di Maria Ausiliatrice, già presente in documenti del 1643.[5]
- Fontana in pietra con decorazioni (oltre al volto dal quale sgorga l'acqua, fino agli anni '70 sopra la fontana era presente una scultura in pietra raffigurante un animale immaginario (la scultura fu trafugata e mai più ritrovata), e venne sostituita da una sfera in pietra ancora oggi presente.
- Pilone Votivo in Regione Garin dedicato nell'edicola centrale a Maria Ausiliatrice, nell'edicola di sinistra a San Giorgio e nell'edicola di destra a San Rocco (restaurato nell'anno 1998 dalla pittrice Paola Fabris in memoria di Luigi Barella).
- Ruderi di antiche case in pietra

## Natura
Numerosi sentieri partono da Borgata Pognant verso i circostanti monti, e verso il Sentiero dei Franchi.

## Viabilità
La principale via di accesso a Borgata Pognant è rappresentata dalla Strada Provinciale che da San Giorio porta alla Borgata Città ed ancora a Borgata Adrit nel Parco Orsiera-Rocciavrè nelle Alpi Cozie nel Gruppo dell'Orsiera.

## Galleria d'immagini

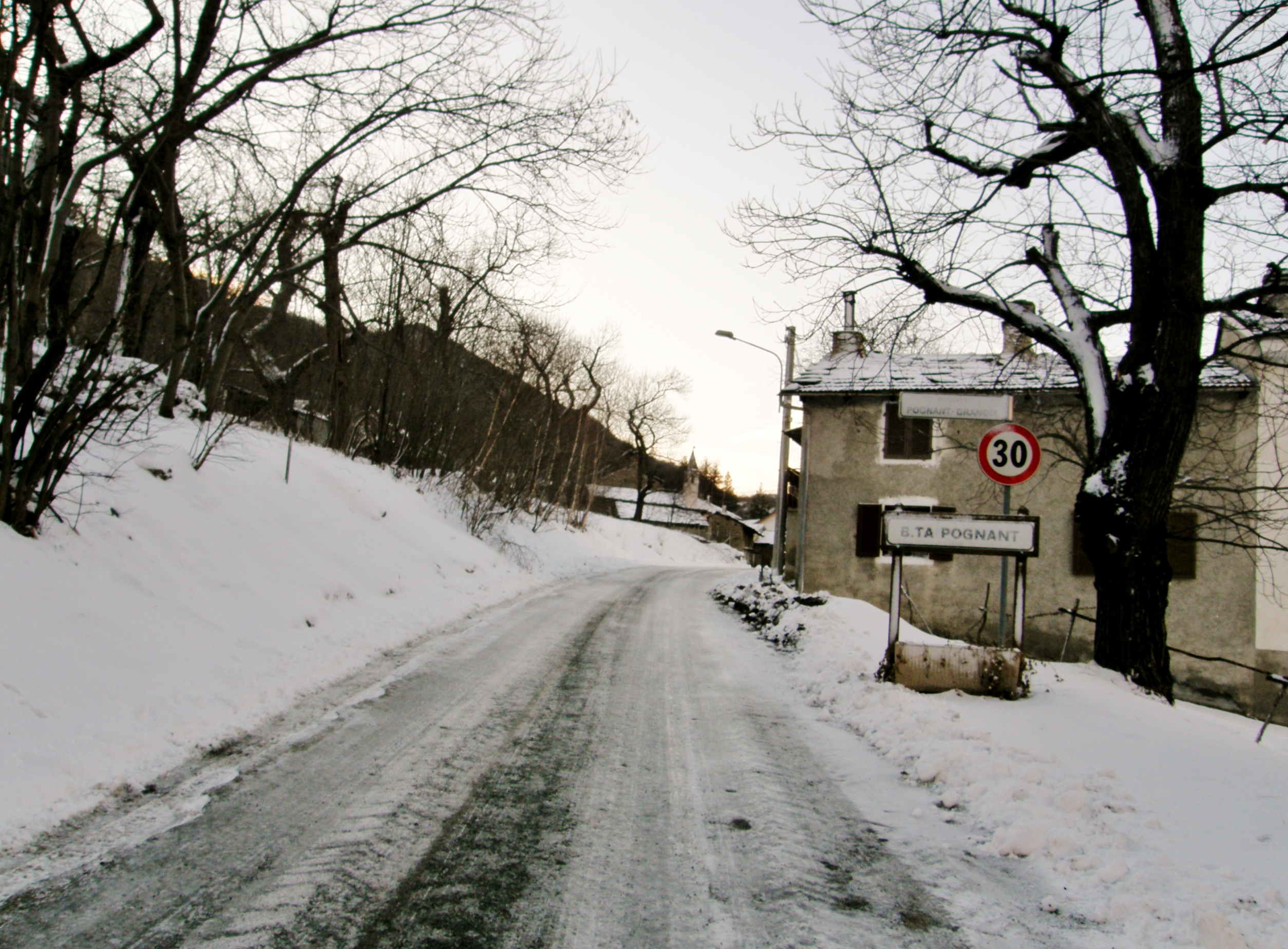
Accesso stradale da San Giorio in inverno.
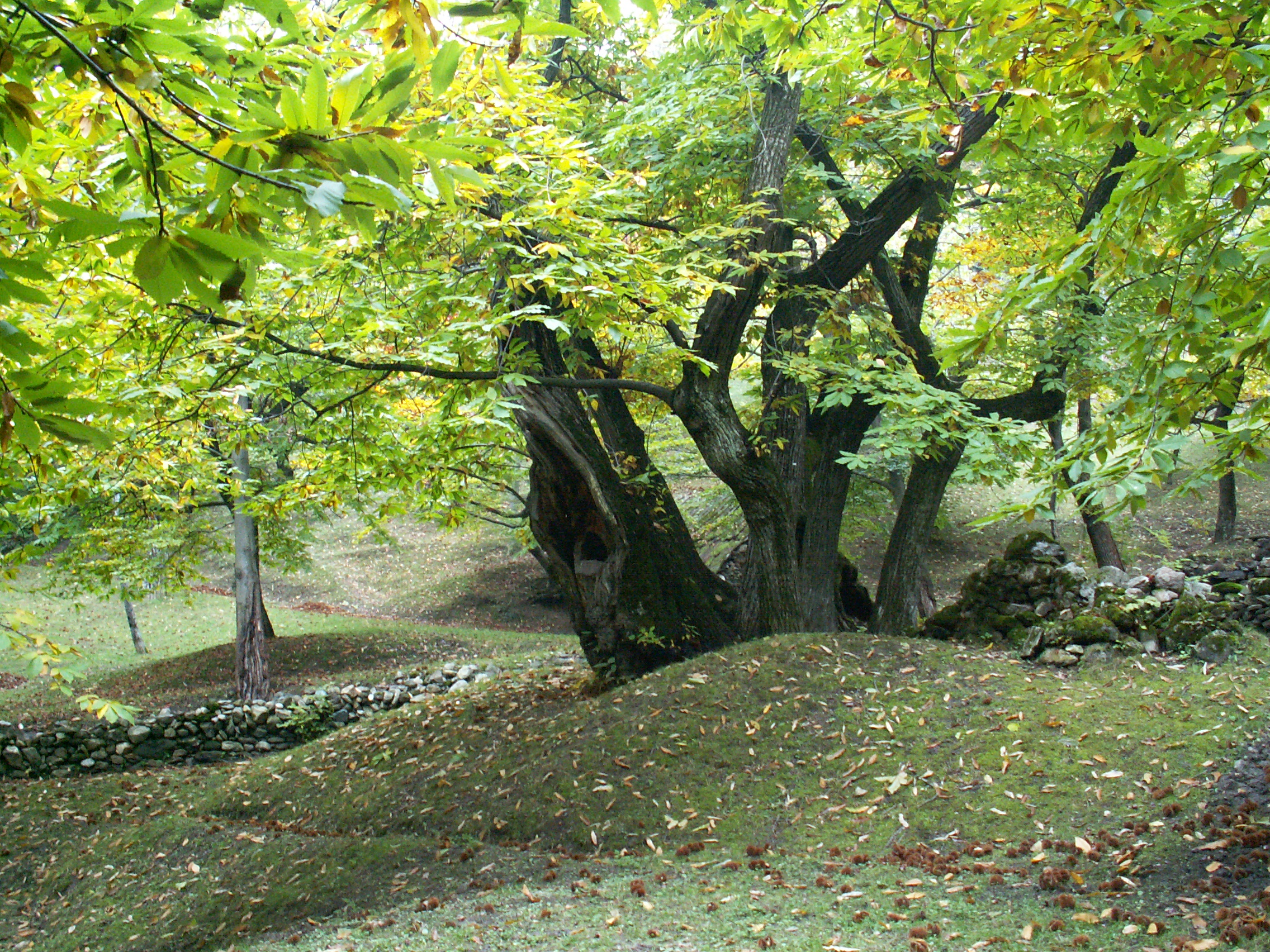
I secolari alberi di Marroni IGP.
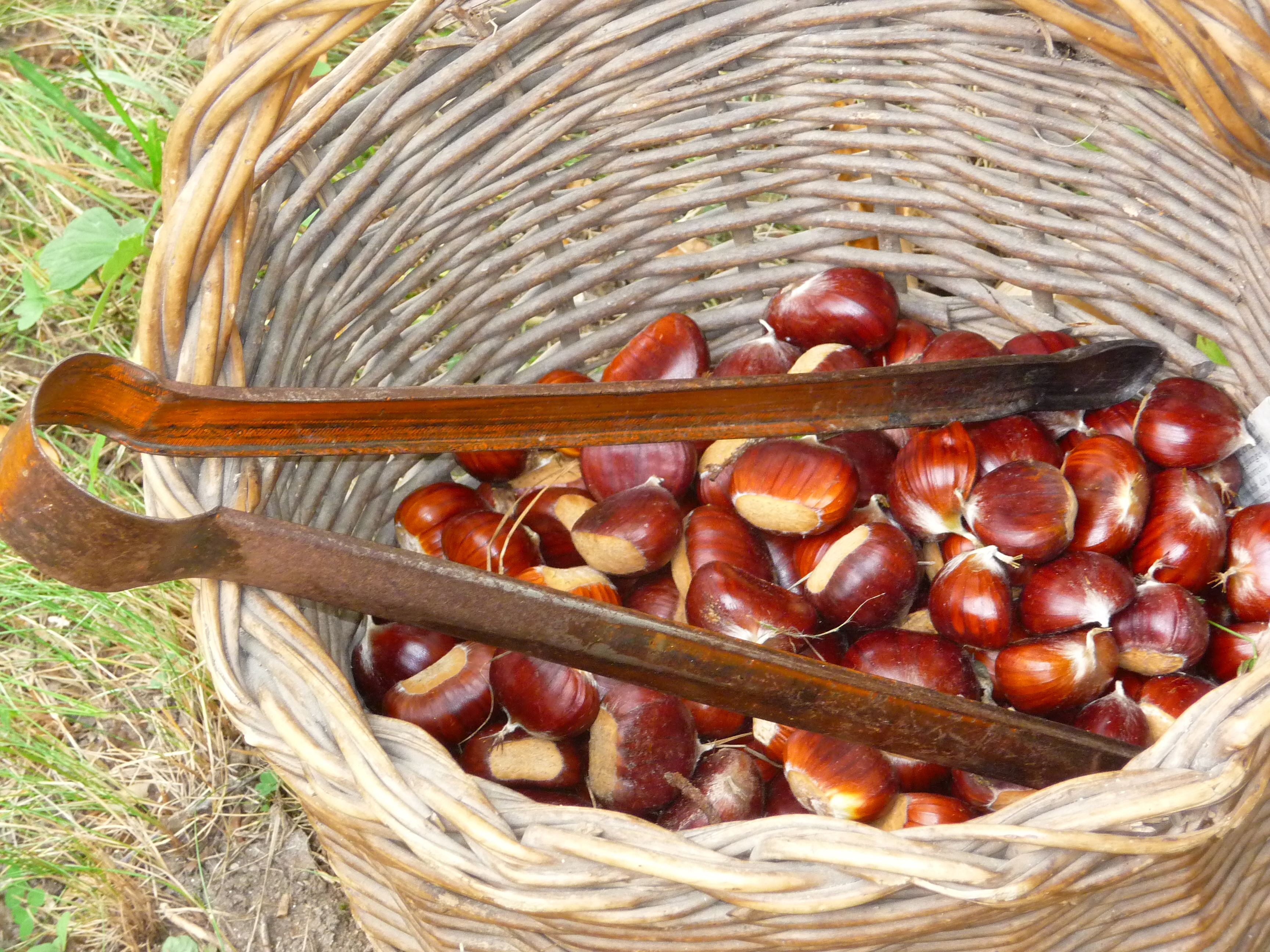
I Marroni IGP.
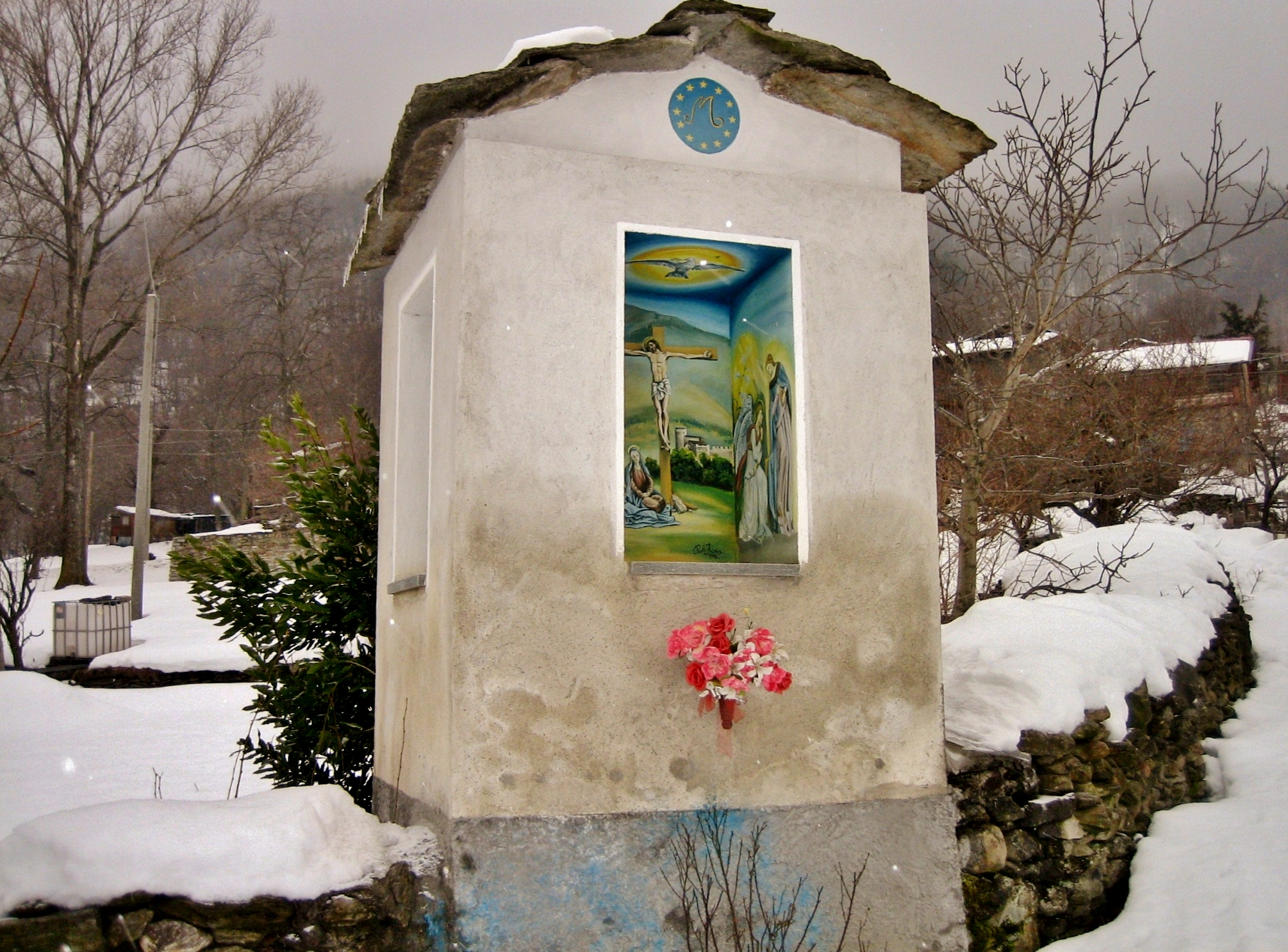
Pilone Votivo di Regione Garin
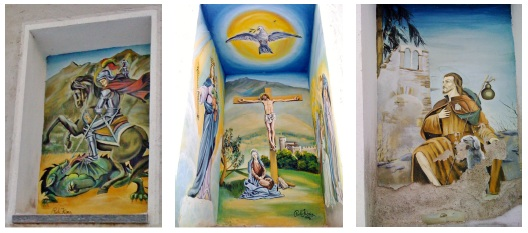
Le tre edicole del Pilone Votivo di Regione Garin